# Emine Arslan
Emine Arslan (nacida el 4 de enero de 1989) es una kickbóxer turca que compite en la división full contact de 52 kg. Es campeona mundial de kick boxing en los Juegos de Solidaridad Islámica y en los Juegos Europeos.

## Carrera deportiva
Arslan descubrió el kick boxing a la edad de 23 años cuando su hermana menor comenzó a asistir a un nuevo gimnasio, que abrió en un sótano local. El dueño del gimnasio, Hasan Fahri Şen, fue un excampeón turco de artes marciales y entrenador. Se ofreció a comenzar a entrenarla para kickboxing. Al principio no le interesaba porque tenía que trabajar hasta tarde dejando poco tiempo libre y estaba muy cansada después del trabajo. También fumaba dos paquetes de cigarrillos al día y tosía polvo debido a las condiciones de su lugar de trabajo. El entrenador y Deniz Işık Doğan la persuadieron para que comenzara a entrenar en el gimnasio. Pronto se dio cuenta de que el kick boxing era muy diferente de lo que había pensado. Hizo ejercicio tres días a la semana y tuvo un gran progreso como deportista en los primeros cuatro meses.
Arslan se convirtió en la campeona de Turquía durante tres años consecutivos. En 2015, debutó internacionalmente y ganó una medalla de oro en el evento de la Copa Intercontinental de Kickboxing Mauricio. Ganó la medalla de plata en el Campeonato Europeo de 2016 en Maribor en Eslovenia, y la medalla de oro en el Campeonato Mundial de Kickboxing Sénior de 2019 en Antalya en Turquía. En 2021, capturó las medallas de oro en el Campeonato Mundial Senior de Kickboxing en Jesolo, Italia, y en los Juegos de Solidaridad Islámica de 2021 en Konya, Turquía. En los Juegos Europeos de 2023 en Myślenice, Polonia, fue campeona.

## Vida personal
Emine Arslan nació como primogénita en el distrito de Bağcılar de Estambul, Turquía, el 4 de enero de 1989. Su hermano nació un año después y su hermana dos años después. Cuando tenía diez años, su madre dejó a su padre y luego se divorció de él. Vivió durante un año con su madre antes de regresar con su padre debido a la indiferencia de su madre. A los doce años, comenzó a trabajar como niña trabajadora en un taller de confecciones, donde su padre tenía un trabajo de planchado. Ella abandonó la escuela después de su educación primaria. Como no tenían donde quedarse, ella y sus dos hermanos pasaban las noches en la oficina del taller, hasta que su padre pudo alquilar una casa. Su padre tuvo que dejar de trabajar después de que le diagnosticaron cáncer de pulmón y murió en 2007. A los dieciocho años era la cabeza de su grupo familiar, hasta que se reconcilió con su madre y volvieron a vivir juntas.
Fue despedida de su lugar de trabajo cuando pidió permiso para asistir a un campamento nacional de preparación para kick boxing. Encontró trabajo como secretaria en el centro juvenil de la municipalidad distrital, luego de ganar la medalla de plata en el Campeonato de Europa en 2016. Completó su educación secundaria a distancia, y ganó dinero extra entrenando a grupos de mujeres en kick boxing. Interpretó papeles de dobles en Kurtlar Vadisi, Kırgın Çiçekler y Kösem Sultan.